# Yves de Jonghe d'Ardoye d'Erp
Le vicomte Yves de Jonghe d'Ardoye d'Erp, né à Uccle, le 22 avril 1953, est un administrateur de sociétés et un homme politique bruxellois du MR.

## Aperçu biographique
Il est issu de l'union d'un colonial belge qui travailla dans le secteur de la construction de centrales électriques au Congo et d'une citoyenne française originaire du Périgord. Il compte parmi les membres de sa famille, des officiers, des diplomates, des politiques, et également des prélats. Il obtient son certificat d'enseignement secondaire inférieur (C.S.I.) et travaille notamment comme commis de salle dans une chaîne de restaurants et d'hôtels autoroutiers.
En 1976, Yves de Jonghe se lance en politique. Il est élu au conseil communal d'Ixelles, le 20 janvier 1977, et exerce ses talents politiques dans les cabinets ministériels de Paul Vanden Boeynants et de Jean-Pierre Poupko. Il devient successivement Échevin des Travaux publics, Vice-Président du Conseil Provincial du Brabant, puis Échevin de l'État civil. En 1989, il est élu Député bruxellois. Il accède au mayorat en 1993 jusqu'en 2000.
D'abord membre du Parti social-chrétien (PSC), il change ensuite de cap pour se retrouver dans le Parti réformateur libéral (PRL) qui devient par la suite le MR (Mouvement Réformateur).
Malgré ses antécédents dans le PSC, il se fait notamment connaitre par sa volonté (jamais réalisée) de faire fermer l'église de la Trinité à Ixelles et de la transformer en marché aux légumes.
Il devient par la suite conseiller provincial et vice-président du Conseil provincial du Brabant et est élu depuis 1994 comme député au Parlement bruxellois.
Yves de Jonghe d'Ardoye et Guy Cudell furent les derniers bourgmestres bruxellois à porter l'uniforme de bourgmestre avec une épée et un bicorne.
Après avoir été bourgmestre d'Ixelles, il est relégué depuis 1999 dans l'opposition de sa commune, où il suscite une polémique en février 2001 en publiant dans L’Ixellois, journal toutes-boîtes de sa commune.

"Imagine-t-on seulement l’arrivée des animaux, leurs cris et leurs bêlements, les écoulements et les flaques de sang, l’odeur de la mort ? et Imagine-t-on le traumatisme des enfants qui, après cet abattage, iront jouer sur le terrain de basket, lequel aura été transformé en couloir de la mort ?"[réf. à confirmer]
Yves de Jonghe d'Ardoye se représente à la reconquête du collège échevinal, pour la législature 2007-2012. 
Il ne sera pas réélu. La Tribune de Bruxelles explique, en partie, que sa défaite est liée à un changement de la typologie de la sociologie urbaine ixelloise en mutation par une certaine gentrification  : le côté "bobo" d'un électorat de davantage de jeunes célibataires et maints Européens parmi les nouveaux habitants de cette commune bruxelloise.
En mai 2020, il est élu maire adjoint de la commune de Vézac dans le Périgord, où il s'était présenté sur une liste socialiste - la France insoumise grâce à sa double nationalité française. Ses compétences sont les finances, la culture et le tourisme.

## Décoration
- Officier de l'ordre de Léopold (2009)[6]